# Hogna simoni
Hogna simoni är en spindelart som beskrevs av Roewer 1959. Hogna simoni ingår i släktet Hogna och familjen vargspindlar. Inga underarter finns listade i Catalogue of Life.